# Roskosz (Siedlce)
Roskosz – nazwa dzielnicy mieszkaniowej Siedlec (woj. mazowieckie), leżącej w południowo-zachodniej części miasta. Rozciąga się wzdłuż ulicy Garwolińskiej.
Znajduje się tutaj cmentarz Żołnierzy Armii Czerwonej.

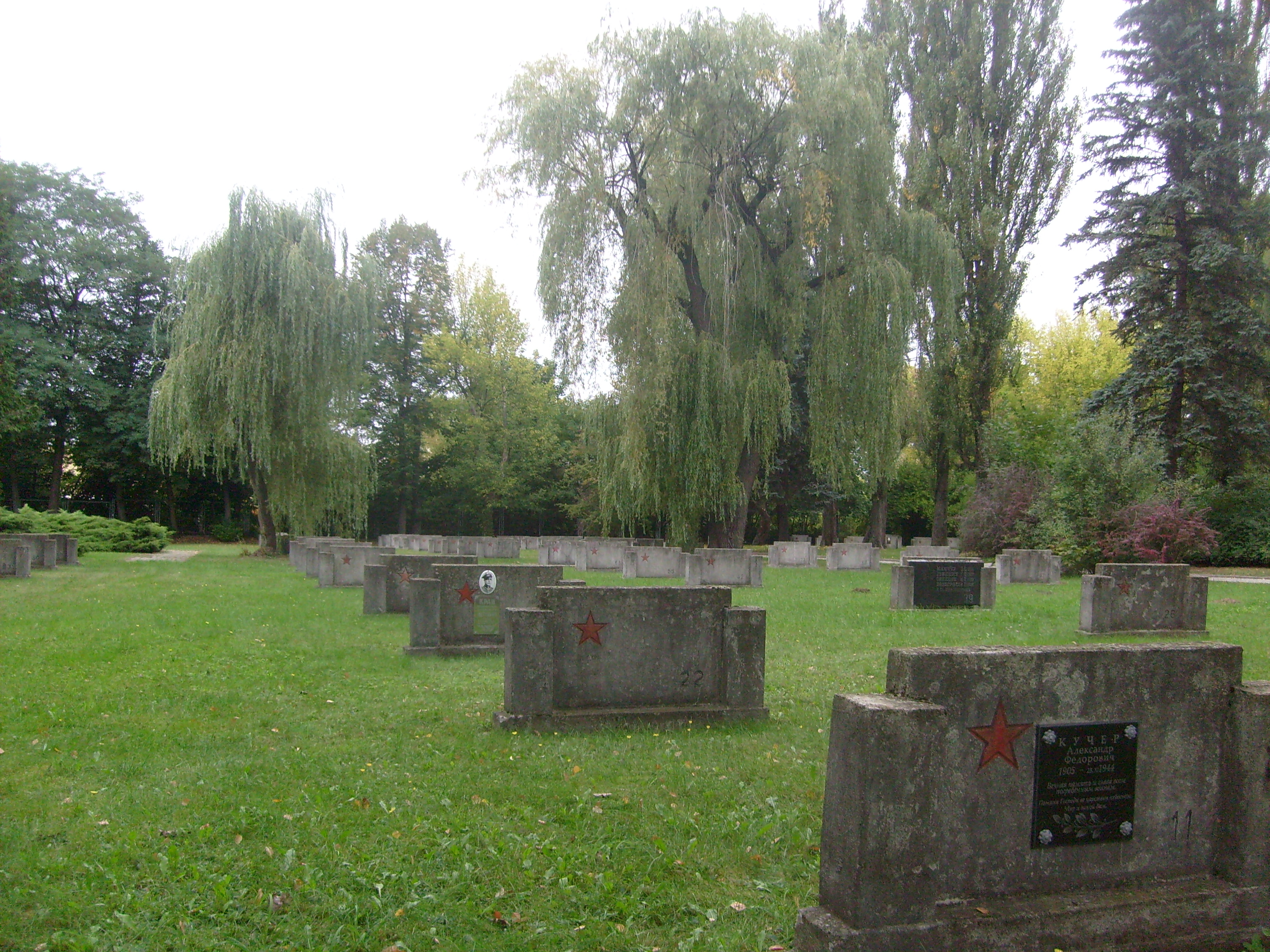
Cmentarz Żołnierzy Armii Czerwonej